# 114738 Melissa
114738 Melissa este o planetă minoră (asteroid) din centura de asteroizi. A fost descoperită pe 23 aprilie 2003 la  de . 
Obiectul prezintă o orbită caracterizată de o semiaxă mare de 2,3485643307895 UAi, o excentricitate de 0,13910938998082, o înclinație de 6,5938035063061 ° în raport cu ecliptica.